# Gordon Ramsay

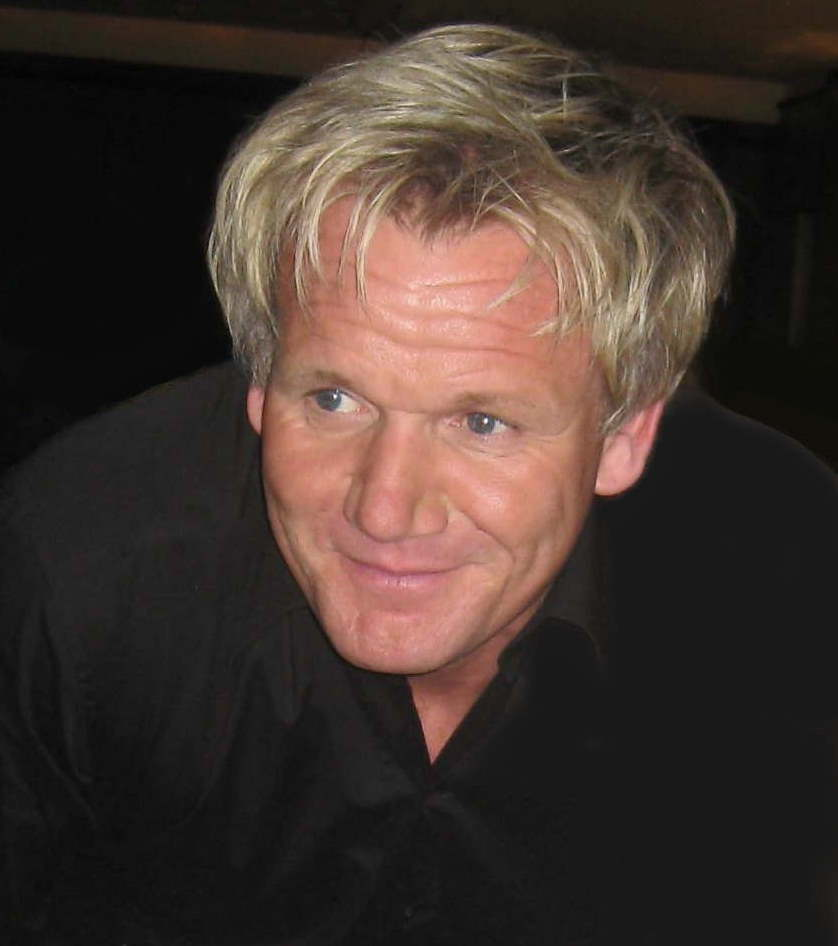
Gordon Ramsay (2010)

Gordon James Ramsay, OBE (* 8. November 1966 in Johnstone, Schottland) ist ein britischer Koch, Gastronom, Fernsehkoch und Kochbuchverfasser. Die Gordon Ramsay Group betreibt 35 Restaurants weltweit, davon 15 in London. Vier der betriebenen Restaurants sind vom Guide Michelin mit Sternen ausgezeichnet (Stand 2019), das Gordon Ramsay mit drei, das Le Pressoir d’Argent mit zwei und das Pétrus sowie das Gordon Ramsay au Trianon mit jeweils einem.

## Werdegang

### Herkunft
Gordon James Ramsay wurde am 8. November 1966 in der schottischen Stadt Johnstone geboren, als Sohn von Helen (geb. Cosgrove), einer Krankenschwester, und Gordon James Sr., der als Schwimmbadmanager, Schweißer und Ladenbesitzer arbeitete. Er hat eine ältere Schwester, einen jüngeren Bruder und eine jüngere Schwester. Als er neun Jahre alt war, zog er mit seiner Familie nach England und wuchs in der Gegend von Bishopton nahe Stratford-upon-Avon auf. Er beschrieb sein frühes Leben als „hoffnungslos umherziehend“ und sagte, dass seine Familie aufgrund der Bestrebungen und Misserfolge seines Vaters, der ein gelegentlich gewalttätiger Alkoholiker war, ständig umzog; Ramsay beschrieb ihn als „trinkfesten Frauenhelden“. In seiner Autobiografie verriet er, dass sein Vater die Kinder missbrauchte und vernachlässigte. Er arbeitete als Tellerwäscher in einem örtlichen indischen Restaurant, in dem seine Schwester als Kellnerin arbeitete. Er hatte gehofft, Fußballer zu werden, und wurde bereits im Alter von 12 Jahren für die U-14-Auswahl ausgewählt, doch seine frühe Fußballkarriere war von Verletzungen gezeichnet; nach einer schweren Knieverletzung musste er sie aufgeben. Im Alter von 16 Jahren zog er aus dem Elternhaus aus und in eine Wohnung in Banbury.

### Frühe Karriere als Koch
Ramsays Interesse am Kochen begann bereits als Teenager; anstatt als „der Fußballspieler mit dem lädierten Knie“ bekannt zu werden, beschloss er im Alter von 19 Jahren, sich ernsthafter mit seiner kulinarischen Ausbildung zu befassen. Ramsay schrieb sich am North Oxfordshire Technical College ein, das von den Rotariern gesponsert wurde, um Hotelmanagement zu studieren. Er beschreibt seine Entscheidung, das College für Gastronomie zu besuchen, als „einen kompletten Zufall“.
Mitte der 1980er Jahre arbeitete er als Jungkoch im Wroxton House Hotel. Er leitete die Küche und den Speisesaal mit 60 Plätzen im Wickham Arms, bis seine sexuelle Beziehung mit der Frau des Besitzers die Situation schwierig machte. Ramsay zog dann nach London, wo er in einer Reihe von Restaurants arbeitete, bis er inspiriert wurde, für den temperamentvollen Marco Pierre White im Harveys zu arbeiten.

### Chefkoch
Das von Ramsay im Jahr 1998 in Chelsea (London) eröffnete Restaurant Gordon Ramsay wurde im Jahr 2002 vom Restaurant Magazine auf den zweiten Platz der The World’s 50 Best Restaurants gewählt.
In Deutschland wurde Ramsay durch seine Sendung Gordon Ramsay: Chef ohne Gnade (Originaltitel: Ramsay’s Kitchen Nightmares, Channel 4) bekannt, die sonntags auf DMAX ausgestrahlt wurde, und durch die Sendung In Teufels Küche (Originaltitel: Kitchen Nightmares, FOX), die bei RTL II von April bis August 2008 ausgestrahlt wurde. Dabei handelt es sich um das gleiche Sendungskonzept, das er in Großbritannien für Channel 4 und in den USA für FOX produziert. In diesen Sendungen versucht er angeschlagenen Restaurantbesitzern wieder auf die Beine zu helfen. Seit dem Jahre 2006 betreibt er einen YouTube-Kanal, auf dem er regelmäßig Videos rund um das Thema Kochen hochlädt. Der Kanal hat über 21 Millionen Abonnenten (Oktober 2024).
Typisch für ihn ist seine Vulgarität, insbesondere die häufige Verwendung des englischen Wortes fuck.

### Privates
Gordon Ramsay ist seit 1996 mit Tana Ramsay verheiratet und hat sechs Kinder.

## Veröffentlichungen
- Humble Pie. HarperCollins, London 2006, ISBN 978-0-00-722967-3 (Autobiographie)
- Schnelle Sterneküche. Dorling Kindersley, München 2008, ISBN 978-3-8310-1130-8 (Originaltitel: Fast Food)
- Gesund schmeckt besser! Dorling Kindersley, München 2009, ISBN 978-3-8310-1388-3 (Originaltitel: Healthy Appetite)
- Geschmack pur: Meine besten Rezepte. Egmont Vgs 2009, ISBN 978-3-8025-3695-3 (Originaltitel: Passion for flavour)
- Dinner für Freunde. Dorling Kindersley, München 2010, ISBN 978-3-8310-1649-5 (Originaltitel: Cooking for Friends)
- Drei-Sterne-Küche. 50 Originalrezepte aus dem Drei-Sterne-Restaurant. Dorling Kindersley, München 2010, ISBN 978-3-8310-1717-1 (Originaltitel: Recipes from a 3 Star Chef)

## Fernsehsendungen
- Gordon Ramsay: Chef ohne Gnade (Originaltitel: Ramsay’s Kitchen Nightmares) Großbritannien
- In Teufels Küche (Originaltitel: Kitchen Nightmares) USA
- Hell’s Kitchen USA
- Hell’s Kitchen Großbritannien
- Gordon Ramsay's Home Cooking
- The F-Word
- Gordon Ramsay: Uncensored
- Ramsay's Best Restaurant
- Gordon's Great Escape
- Hotel Hell
- MasterChef USA
- Die Simpsons: Gastauftritt in Folge (23.5) – FoodFellas (The Food Wife)
- Gordon Behind Bars
- New Girl: Gastauftritt in Folge (6.16) – Operation: Bobcat
- Gordon Ramsay's 24 Hours to Hell & Back
- The Masked Singer: Gastjuror in Folge (3.13)
- Gordon, Gino and Fred: Road Trip
- Next Level Chef

## App
Mitte 2016 erschien die App Gordon Ramsay Dash der Firma Glu. Ramsay leitet dabei den Spieler als Comicfigur inklusive Original-Sprachdateien an. Ein kurzes Originalvideo von ihm ist ebenfalls vorhanden.